# Beaulieu (empresa)

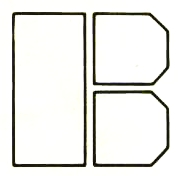

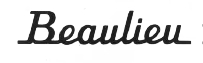

Maison Brandt Frères, Charenton-le-Pont (Casa de Brandt Bros) (Beaulieu Cine, Beaulieu - Imágenes) es un fabricante francés de cámaras cinematográficas, especialmente conocido por sus cámaras de Super 8 y 16mm, fundado por Marcel Beaulieu. Marcel Beaulieu comenzó trabajando con las cámaras GIC introducidas en 1950. Las primeras cámaras de la compañía salieron a la venta a principios de los años 50. En 1965 produjeron su primer modelo de  Super 8, el 2008 S Beaulieu, introducido en 1965. A pesar de que ya no producen nuevas cámaras, la empresa sigue atendiendo y reparando las cámaras Beaulieu existentes.

## Primeras cámaras
Beaulieu se ganó su reputación al producir cámaras de alta calidad para aficionados con experiencia en 8mm, 9.5mm y 16mm. Estas cámaras incluían el visor de las reflex antes de que su uso se hiciera común. Los modelos incluyen el M8 de 1953, R16 de 1958 (versión de motor de la primavera), MR8 y TR8 de 1959 y la MAR8 de 1962. En 1965 distribuyeron el R16 Eléctrico, una versión con motor eléctrico del R16.

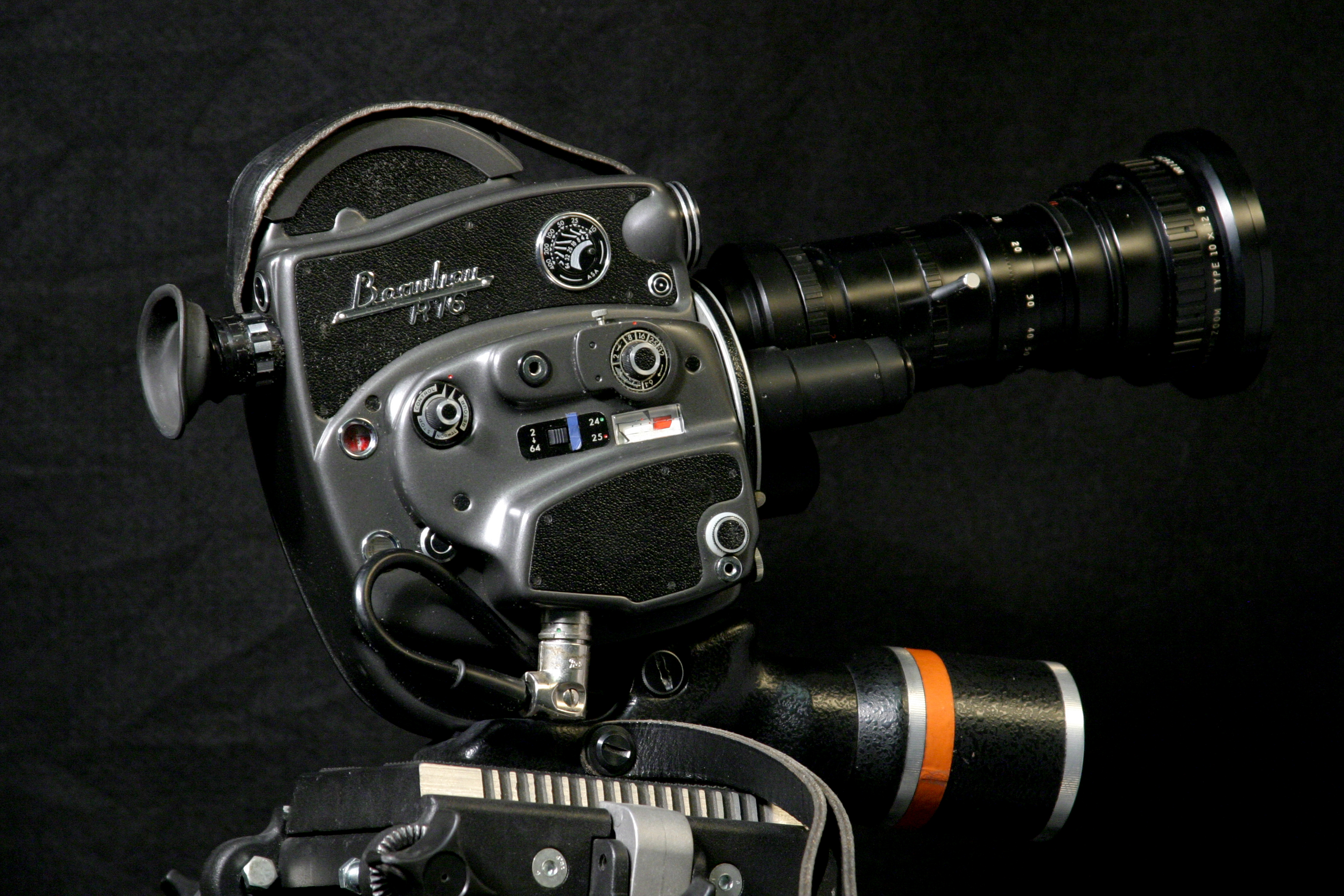
La cámara de cine Beaulieu R16 16mm

## Introducción del Super 8

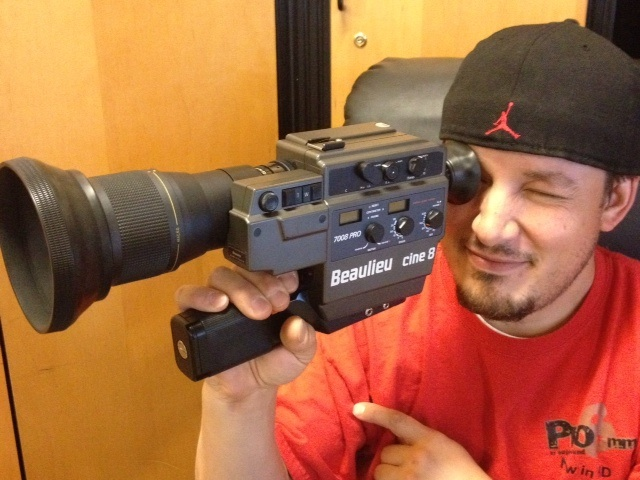
La cámara Beaulieu 7008 con una lente Angenieux 6-90mm

Beaulieu es reconocida por sus cámaras hechas para el formato de película Super 8. Empezaron en 1965 con la presentación del modelo 2008, el cual progresó al 4008ZM, 4008ZM2, 4008ZM3 y finalmente 4008 ZM4 en películas de super 8 sin sonido . Se produjeron aproximadamente 200,000 unidades de estas cámaras. En 1973 Beaulieu presentó su primera cámara de Super 8 cámara con sonido, la 5008S, que más adelante se convertiría en la 5008 MS ( Multi Speed). Ambas cámaras eran fabricadas con piezas de metal que la misma fábrica de la compañía hacía. La fábrica de la compañía llegó a contar por aquel entonces con más de 300 operarios. En 1979 presentaron un nuevo diseño, las series 6008, qué permitía utilizar cartuchos de Super 8 de 200 minutos. La cámara estaba disponible en versión Pro, que incluía sincronizador de audio en 24 y 25 FPS, y la versión S, que incluía su propio sistema de audio. Con el caída de la industria del Super 8 la compañía colapsó. En 1985 la empresa resurge en el mercado bajo la dirección de Jean Ferras con el lanzamiento del nuevo modelo de Super 8, la 7008. La serie 7008 incluía ligeras mejoras con la serie 6008. Este modelo incluía un nuevo diseño de lente, la 6-90mm Angenieux. A finales de los 80 la compañía se centró en producir cámaras de vídeo.
En 1978 Beaulieu comercializó varios modelos de bajo coste; el Beaulieu 1008XL/1028XL y 60/1068 XLS. Estas cámaras estaban fabricadas por la compañía Chinon Industries bajo la marca Beaulieu. Estos modelos son poco conocidos, especialmente el Beaulieu 1068 XLS. Durante el @1980s Beaulieu también introdujo una 2016 versión de Cuarzo de su R16 cámara y un nuevo Beaulieu 708 EL proyector.

## Diseño de cámara
Entre sus usuarios, Beaulieu era conocida por sus cámaras cinematográficas de SLR. Estas cámaras tenían lentes intercambiables de montura C y un visor de tipo reflex (ambas características inusuales en cámaras portátiles).
En la mayoría de cámaras de Super 8 y algunas de 16mm de los 60 (como la Bolex H 16), cuando el modelo 2008 S salió a la venta, la imagen que recogía la lente se partía en dos al pasar por un prisma: una haz de luz iba dirigido a la película y otro al visor. En estas cámaras la luz no se malgastaba; si el obturador se abría, la luz iba directamente a la película, si el obturador se cerraba, se dirigía directamente al visor. Esto conllevaba que la imagen en el visor parpadeara durante la grabación, mientras el obturador se abría y cerraba continuamente para recoger los distintos fotogramas. Las cámaras Beaulieu con este diseño permitían velocidades de obturación mucho más cortas (1/60 segundos), aportando una imagen mucho más nítida.
Se podían utilizar rollos de 60 metros, sujetados a la parte superior de la cámara. Para su uso la cámara debía de disponer de un motor, que funcionaba con la batería de la cámara, entre la parte superior del cuerpo de la cámara y el rollo de película sujetado por un cable Bolex.

## Beaulieu en la actualidad
Beaulieu intentó varias veces adaptarse a la llegada del vídeo, pero no logró cosechar el éxito de años anteriores. La compañía fabricó su último cámara en 2002, de la que siguen a la venta repuestos.

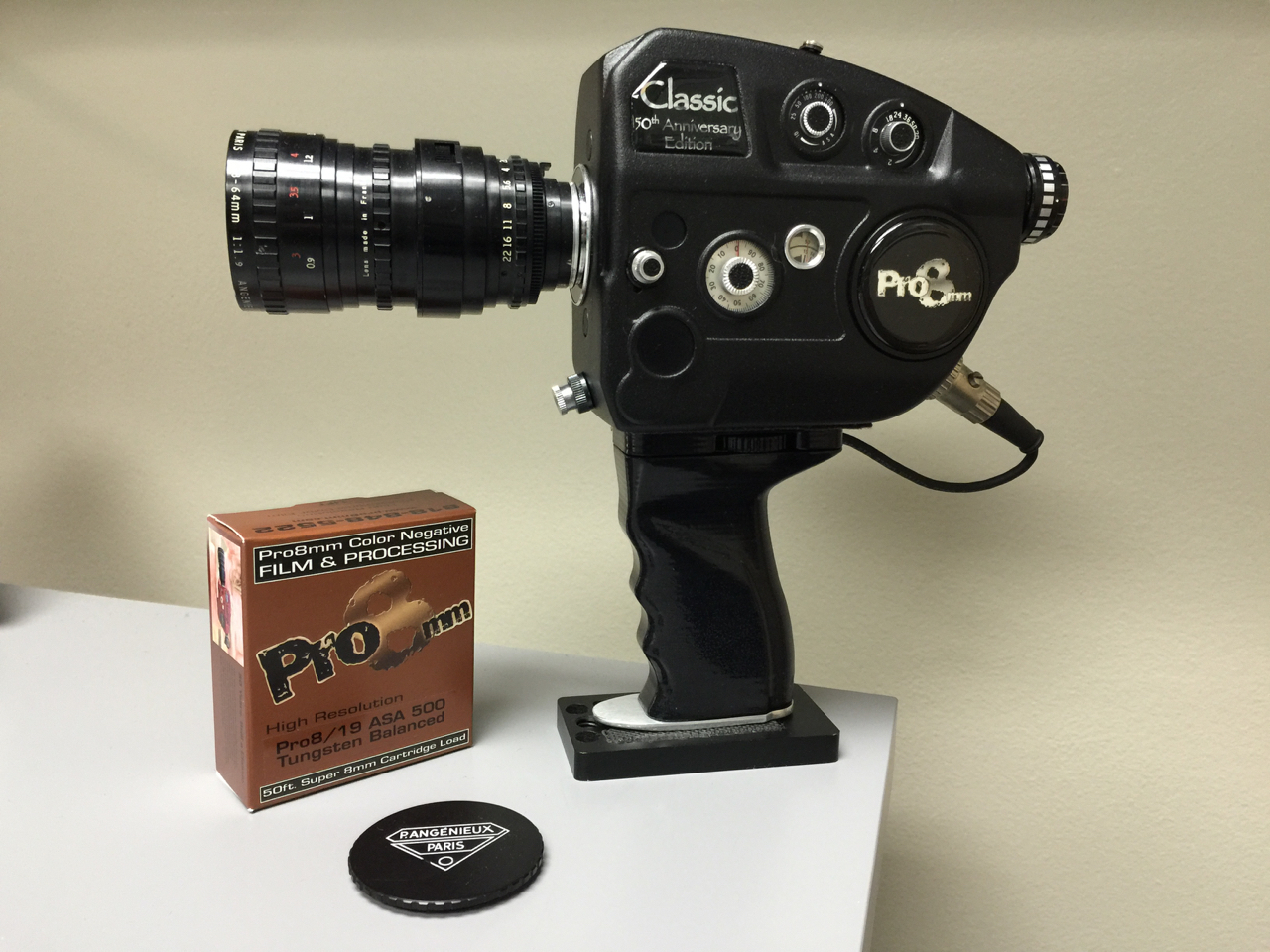
Clásico Pro : 4008 modificado con Max8, Crystal Sync y mango de litio.

El legado de Beaulieu sigue vivo en mano de cineastas de Super 8 y del único distribuidor de Super 8 en Estados Unidos, Pro8mm. Cuándo Beaulieu dejó de fabricar, Pro8mm introdujo el 7008Pro2, una cámara de la serie 7008 con control de velocidad  y un pequeño monitor que registraba las imágenes en el mismo momento que eran tomadas. En 2005 Pro8mm incluyó en la serie Beaulieu 4008 el Max8, una cámara en la que habían modificado el sincronizador de audio. La nueva versión, conocida como  The Classic Pro, incluía características como el Max8 y el sincronizador de audio en variedad de cámaras de color. Pro8mm todavía ofreciendo reparaciones para los modelos de cámara 4008 y 6008/7008. En 2016 Pro8mm introdujo una Mano de Poder de Litio un nuevo mango de litio para la serie de cámaras 4008.
Beaulieu sigue operando desde su dirección actual, en la calle Émile Zola número 20 41200 Romorantin-Lanthenay, Francia.

## Cámaras semi-nuevas
Los modelos 4008 y R16 `pueden llegar a ser encontrados en eBay. Cuándo los modelos 6008 y 7008 salieron a la venta, el formato Super 8 ya perdía popularidad, por lo que encontrar estas cámaras no es habitual.